# Llista de monuments de Poblats Marítims (València)
Monuments catalogats com a béns d'interés cultural (BIC) i béns immobles de rellevància local (BRL) del districte de Poblats Marítims de València.

## Monuments d'interés cultural
| Monument           | Prot.? | Estil/època  | Localització                                                                  | Coordenades                                          | Codi?         | Imatge |
| ------------------ | ------ | ------------ | ----------------------------------------------------------------------------- | ---------------------------------------------------- | ------------- | --- |
| Drassanes del Grau | BIC    | Gòtic S. XIV | València Pl. Joan Antoni Benlliure (junt a l'església de Santa Maria del Mar) | 39° 27′ 41″ N, 0° 20′ 01″ O / 39.461344°N,0.333552°O | RI-51-0001217 | Drassanes del Grau (València) · Vegeu més fotos d'aquest monument · Carregueu una nova foto d'aquest monument |

## Monuments de rellevància local
| Monument                                                        | Prot.? | Estil/època                             | Localització                              | Coordenades                                              | Codi?         | Imatge |
| --------------------------------------------------------------- | ------ | --------------------------------------- | ----------------------------------------- | -------------------------------------------------------- | ------------- | --- |
| Antiga Estació de FEVE de Natzaret                              | BRL    | S.XX (1912)                             | València C. Major de Natzaret, 12         | 39° 27′ 12″ N, 0° 20′ 00″ O / 39.453457°N,0.333226°O     | 46.15.250-340 | Antiga Estació de FEVE de Natzaret (València) · Vegeu més fotos d'aquest monument · Carregueu una nova foto d'aquest monument                |
| Antiga Estació Tèrmica Transformadora H.E.                      | BRL    | Historicista - Eclecticisme S.XX (1935) | València C. Exèrcit Espanyol, 2           | 39° 27′ 22″ N, 0° 19′ 54″ O / 39.455993°N,0.331571°O     | 46.15.250-361 | Antiga Estació Tèrmica Transformadora H.E. (València) · Vegeu més fotos d'aquest monument · Carregueu una nova foto d'aquest monument        |
| Asil Hospital de Sant Joan de Déu o Hospital de València al Mar | BRL    | 1907                                    | València C. Riu Tajo                      | 39° 28′ 36″ N, 0° 19′ 51″ O / 39.47675°N,0.330833°O      | 46.15.250-239 | Asil Hospital de Sant Joan de Déu (València) · Vegeu més fotos d'aquest monument · Carregueu una nova foto d'aquest monument                 |
| Cementeri del Grau                                              | BRL    | S.XIX-XX (1860-1930)                    | València C. Poeta Sanmartín i Aguirre, 19 | 39° 27′ 20″ N, 0° 20′ 29″ O / 39.455556°N,0.341417°O     | 46.15.250-364 | Cementeri del Grau (València) · Vegeu més fotos d'aquest monument · Carregueu una nova foto d'aquest monument                                |
| Cobert número 2 del Port de València                            | BRL    |                                         | València                                  | 39° 27′ 40″ N, 0° 19′ 52″ O / 39.461022°N,0.330986°O     | 46.15.250-311 | Cobert número 2 del Port de València · Vegeu més fotos d'aquest monument · Carregueu una nova foto d'aquest monument                         |
| Cobert número 4 del Port de València                            | BRL    |                                         | València                                  | 39° 27′ 27″ N, 0° 19′ 46″ O / 39.457633°N,0.329556°O     | 46.15.250-312 | Cobert número 4 del Port de València · Vegeu més fotos d'aquest monument · Carregueu una nova foto d'aquest monument                         |
| Cobert número 5 del Port de València                            | BRL    |                                         | València                                  | 39° 27′ 22″ N, 0° 19′ 41″ O / 39.456239°N,0.328122°O     | 46.15.250-313 | Cobert número 5 del Port de València · Vegeu més fotos d'aquest monument · Carregueu una nova foto d'aquest monument                         |
| Duana Marítima de València                                      | BRL    | 1926-1933                               | València Moll de la Duana                 | 39° 27′ 45″ N, 0° 19′ 36″ O / 39.46261944°N,0.32680278°O | 46.15.250-360 | Duana Marítima de València · Vegeu més fotos d'aquest monument · Carregueu una nova foto d'aquest monument                                   |
| Edifici del Rellotge                                            | BRL    | s.XX                                    | València Port de València                 | 39° 27′ 37″ N, 0° 19′ 55″ O / 39.460139°N,0.331833°O     | 46.15.250-392 | Edifici del Rellotge (València) · Vegeu més fotos d'aquest monument · Carregueu una nova foto d'aquest monument                              |
| Església parroquial de la Mare de Déu dels Àngels del Cabanyal  | BRL    | s.XVIII                                 | València Pl. dels Àngels, 2               | 39° 28′ 21″ N, 0° 19′ 55″ O / 39.4725°N,0.332083°O       | 46.15.250-245 | Església parroquial de la Mare de Déu dels Àngels (València) · Vegeu més fotos d'aquest monument · Carregueu una nova foto d'aquest monument |
| Església parroquial de la Mare de Déu del Roser                 | BRL    |                                         | València Pl. Roser, 4                     | 39° 27′ 53″ N, 0° 19′ 55″ O / 39.464853°N,0.331978°O     | 46.15.250-263 | Església parroquial de la Mare de Déu del Roser (València) · Vegeu més fotos d'aquest monument · Carregueu una nova foto d'aquest monument   |
| Església parroquial de Santa Maria del Mar                      | BRL    | Barroc S. XVII                          | València Av. Port, 277                    | 39° 27′ 38″ N, 0° 20′ 04″ O / 39.460431°N,0.334369°O     | 46.15.250-005 | Església parroquial de Santa Maria del Mar (València) · Vegeu més fotos d'aquest monument · Carregueu una nova foto d'aquest monument        |
| Estació de Renfe del Grau                                       | BRL    | S.XIX (1865)                            | València Av. Enginyer Manuel Soto, 9      | 39° 27′ 30″ N, 0° 19′ 56″ O / 39.45831°N,0.332234°O      | 46.15.250-359 | Estació de Renfe del Grau (València) · Vegeu més fotos d'aquest monument · Carregueu una nova foto d'aquest monument                         |

## Nuclis històrics tradicionals
| Monument                                                       | Prot.? | Estil/època            | Localització                  | Coordenades                                          | Codi?         | Imatge |
| -------------------------------------------------------------- | ------ | ---------------------- | ----------------------------- | ---------------------------------------------------- | ------------- | --- |
| Nucli històric tradicional del barri dels Cocoters de Natzaret | BRL    | s.XVIII a l'actualitat | València C. Major de Natzaret | 39° 27′ 12″ N, 0° 20′ 01″ O / 39.453333°N,0.333528°O | 46.15.250-362 | Nucli històric tradicional del barri dels Cocoters de Natzaret (València) · Vegeu més fotos d'aquest monument · Carregueu una nova foto d'aquest monument |
| Nucli històric tradicional de l'avinguda del Port del Grau     | BRL    | s.XIII                 | València Barri del Grau       | 39° 27′ 37″ N, 0° 20′ 01″ O / 39.460278°N,0.333611°O | 46.15.250-363 | Nucli històric tradicional de l'avinguda del Port del Grau (València) · Vegeu més fotos d'aquest monument · Carregueu una nova foto d'aquest monument     |

## Llocs històrics d'interés local
| Monument                    | Prot.? | Estil/època | Localització                                       | Coordenades                                          | Codi?         | Imatge                                    |
| --------------------------- | ------ | ----------- | -------------------------------------------------- | ---------------------------------------------------- | ------------- | ----------------------------------------- |
| Refugi en Institut del Grau | BRL    | 1937-1938   | València C. Escalante, 9, al pati de l'IES El Grau | 39° 27′ 44″ N, 0° 19′ 56″ O / 39.462222°N,0.332222°O | 46.15.250-419 | Carregueu una nova foto d'aquest monument |

## Espais etnològics d'interés local
| Monument                                                                                          | Prot.? | Estil/època         | Localització                                    | Coordenades                                          | Codi?           | Imatge |
| ------------------------------------------------------------------------------------------------- | ------ | ------------------- | ----------------------------------------------- | ---------------------------------------------------- | --------------- | --- |
| Fumeral de Coromina Industrial                                                                    | BRL    | 17433 s.XX          | València C. Eivissa, 13 acc                     | 39° 27′ 37″ N, 0° 20′ 22″ O / 39.460319°N,0.339519°O | 46.15.250-E404  | Fumeral de Coromina Industrial (València) · Vegeu més fotos d'aquest monument · Carregueu una nova foto d'aquest monument                |
| Fumeral en carrer Vicent Brull 51                                                                 | BRL    | 1920                | València C. Vicent Brull, 51                    | 39° 27′ 52″ N, 0° 19′ 59″ O / 39.464539°N,0.333014°O | 46.15.250-E397  | Fumeral en carrer Vicent Brull 51 (València) · Vegeu més fotos d'aquest monument · Carregueu una nova foto d'aquest monument             |
| Molí de Serra - Museu de l'Arròs, seu de la Junta Major i Casa-Museu de la Setmana Santa Marinera | BRL    | 1906                | València C. Francesc Cubells, 41                | 39° 27′ 47″ N, 0° 19′ 55″ O / 39.463194°N,0.332033°O | 46.15.250-E116  | Molí de Serra - Museu de l'Arròs (València) · Vegeu més fotos d'aquest monument · Carregueu una nova foto d'aquest monument              |
| Retaule ceràmic de la Mare de Déu del Roser, plaça del Roser                                      | BRL    | Finales del s.XVIII | València Pl. del Roser, 5, façana de l'església | 39° 27′ 53″ N, 0° 19′ 55″ O / 39.464828°N,0.331967°O | 46.15.250-E262  | Retaule ceràmic de la Mare de Déu del Roser (València) · Vegeu més fotos d'aquest monument · Carregueu una nova foto d'aquest monument   |
| Retaule ceràmic de la Mare de Déu dels Dolors, plaça de l'Església dels Àngels                    | BRL    | Finales del s.XVIII | València Pl. de l'Església dels Àngels          | 39° 28′ 20″ N, 0° 19′ 55″ O / 39.472358°N,0.33185°O  | 46.15.250-E201  | Retaule ceràmic de la Mare de Déu dels Dolors (València) · Vegeu més fotos d'aquest monument · Carregueu una nova foto d'aquest monument |
| Retaule ceràmic de la pesca amb bou                                                               | BRL    | 1919                | València Av. Mediterrani, 37                    | 39° 28′ 03″ N, 0° 19′ 36″ O / 39.467633°N,0.326792°O | 46.15.250-E365  | Retaule ceràmic de la pesca amb bou (València) · Vegeu més fotos d'aquest monument · Carregueu una nova foto d'aquest monument           |
| Retaule ceràmic de Sant Antoni Abat, Canyamelar                                                   | BRL    | ca.1920             | València C. Arxipreste Gallart, 3               | 39° 27′ 57″ N, 0° 20′ 03″ O / 39.465944°N,0.334269°O | 46.15.250-E364  | Retaule ceràmic de Sant Antoni Abat (València) · Vegeu més fotos d'aquest monument · Carregueu una nova foto d'aquest monument           |
| Retaule ceràmic de Sant Josep, carrer Progrés                                                     | BRL    | ca.1800             | València C. Progrés, 76                         | 39° 27′ 56″ N, 0° 19′ 49″ O / 39.465539°N,0.330386°O | 46.15.250-E260  | Retaule ceràmic de Sant Josep, carrer Progrés (València) · Vegeu més fotos d'aquest monument · Carregueu una nova foto d'aquest monument |
| Retaule ceràmic de la I estació del Viacrucis, avinguda del Port                                  | BRL    |                     | València Av. del Port, 277                      | 39° 27′ 38″ N, 0° 20′ 03″ O / 39.460556°N,0.334278°O | 46.250.250-1007 | Retaule ceràmic de la I estació del Viacrucis (València) · Vegeu més fotos d'aquest monument · Carregueu una nova foto d'aquest monument |